# 속수
속수는 타성에 젖어 두는 통속적인 수로, 얼핏 보면 합리적이지만 전반적으로는 손실을 보는 수를 뜻한다.